# Urup (Ort)
Urup (russisch Уруп) ist ein Dorf (selo) im gleichnamigen Rajon der autonomen Republik Karatschai-Tscherkessien in der Russischen Föderation. Es hat 1530 Einwohner (Stand 14. Oktober 2010) und liegt an der Nordflanke des Großen Kaukasus am Fluss Urup, etwa 120 Kilometer südwestlich von Tscherkessk.
Das Dorf ist die einzige Ortschaft der Landgemeinde Urupskoje selskoje posselenije.

## Geschichte
Der Ort entstand vor dem Zweiten Weltkrieg als Goldsuchersiedlung. In den 1950er-Jahren wurden Kupfererzvorkommen entdeckt, auf deren Grundlage ein Bergwerk und eine Aufbereitungsfabrik errichtet wurden. 1958 erhielt der Ort den Status einer Siedlung städtischen Typs. Die Bergbaubetriebe nahmen zwischen 1968 und 1971 den Betrieb auf.
Nachdem die Produktion des Bergwerks wegen Erschöpfung der erkundeten Erzvorräte in den 1980er-Jahren zurückgefahren worden war, verließen viele Bewohner den Ort, der 1997 wieder zu einem Dorf herabgestuft wurde.

### Bevölkerungsentwicklung
| Jahr | Einwohner |
| ---- | --------- |
| 1959 | 2220      |
| 1970 | 4495      |
| 1979 | 5817      |
| 1989 | 1390      |
| 2010 | 1530      |

Anmerkung: Volkszählungsdaten

## Wirtschaft
Ortsbildende Unternehmen sind das Kupferbergwerk und die Anreicherungsfabrik (Urupski GOK). Sie werden seit den 1990er-Jahren von der Uralskaja Gorno-Metallurgitscheskaja Kompanija (UGMK) kontrolliert, die plant, die Produktion auf Basis neu erkundeter Erzvorkommen wieder auszuweiten. Die bergbaulichen Aktivitäten konzentrieren sich jedoch seit den 1980er-Jahren auf die Einrichtungen bei der etwa 10 km nördlich (flussabwärts) gelegenen Siedlung Mednogorski.